# 권선초등학교
권선초등학교는 대한민국 경기도 수원시 권선구에 있는 공립 초등학교이다.

## 연혁
- 1982.12.24 권선국민학교 설립인가
- 1983.03.02 권선국민학교 개교, 19학급편성
- 1983.03.05 초대 김병순 교장부임
- 1985.02.18 제1회 졸업(남96명, 여90명, 계 186명)
- 1987.03.06 권선국민학교 병설 유치원 1학급 개원
- 1996.03.01 권선초등학교 교명 변경
- 2008.09.01 제12대 박종탁 교장
- 2008.12.05 창의적 교육과정 우수(교육장 표창)
- 2010.12.27 교육정보화 유공학교 우수(교육감 표창)
- 2010.12.31 방과후학교 우수(교육감 표창)
- 2011.01.04 2010 교육복지평가 우수(교육감 표창)
- 2011.10.31 영재교육기관 우수(교육감 표창)
- 2012.09.01 제13대 오형근 교장 취임
- 2014.02.14 제30회 졸업
- 2014.03.01 31학급(특수학급 2학급 포함) 편성
- 2015.02.13 제31회 졸업
- 2015.03.01 31학급(특수학급 2학급 포함) 편성